# هيرودوس أنتيباس
هيردوس أنتيباس هو ثاني ملوك الهرادسة، تشارك مع أخويه مملكة أبيه، وكان له حسب القسمة الجليل وشرق الأردن، وهو إحدى الرجال المذكورين في العهد الجديد وقد دعي في الأناجيل بأمير الربع، أي ملك ربع بلاد فلسطين، وقد ساكن زوجة أخيه فيلبس فكان ذلك سبب كره اليهود له، كذلك فقد تسبب له بتوبيخ يوحنا المعمدان (يحيى)، وكان هو من أمر بقتله. نعته يسوع المسيح بالثعلب، وخلال محاكمة يسوع مثل أمام أنطيباس إذ كان متواجدًا في أورشليم أيضًا لمناسبة عيد الفصح، وقد ذكر لوقا بأن أنطيباس ازدرى يسوع وألبسه ثوبًا براقًا للهزء والسخرية.

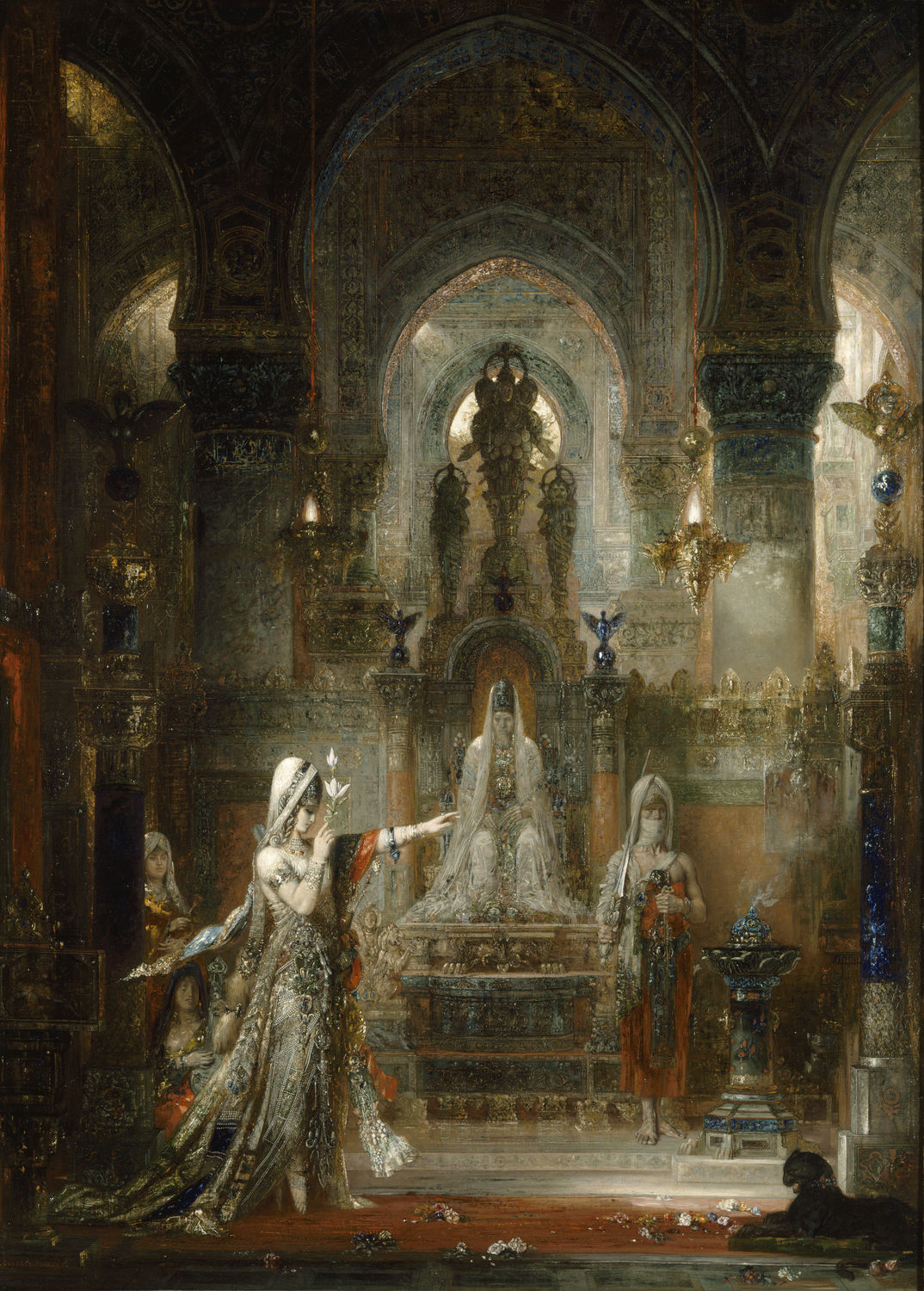
سالومي ترقص أمام هيرودس بريشة غوستاف مورو عام 1876. متحف هامر في لوس أنجلوس، الولايات المتحدة.